# Au-delà des frontières
Au-delà des frontières est un roman écrit par Andreï Makine, publié en 2019 aux Éditions Grasset,.

## Résumé
Vivien de Lynden, décrit comme un « enfant perdu d’un siècle égaré », est l'auteur d'un brulôt impubliable par la teneur de son contenu sombre sur l'avenir de l'Occident, nommé le « Grand Déplacement ». Sa mère Gaia s'adresse à l'écrivain renommé Gabriel Osmonde (pseudonyme utilisé par Andreï Makine) pour l'aider à le faire publier.

## Analyse
Andreï Makine au cours de son interview dans La Librairie francophone, explique réfléchir à l'avenir de la France et de son possible déclin et pose la question de l'identité dans son roman Au-delà des frontières . 